# Giải vô địch bóng đá thế giới 2014 (Bảng C)
Bảng C của Giải bóng đá vô địch thế giới 2014 gồm có Colombia, Hy Lạp, Bờ Biển Ngà, và Nhật Bản. Các trận đấu của bảng bắt đầu từ ngày 14 tháng 6 và kết thúc vào ngày 24 tháng 6 năm 2014.

## Các đội bảng C
| Vị trí         | Đội         | Tư cách                 | Ngày vượt qua        | Số lần dự | Lần dự gần nhất | Thành tích tốt nhất        | Xếp hạng FIFA |
| -------------- | ----------- | ----------------------- | -------------------- | --------- | --------------- | -------------------------- | ------------- |
| C1 (hạt giống) | Colombia    | Nhì CONMEBOL            | 11 tháng 10 năm 2013 | 5         | 1998            | Vòng 1/8 (1990)            | 4             |
| C2             | Hy Lạp      | Thắng UEFA Play-off     | 19 tháng 11 năm 2013 | 3         | 2010            | Vòng đấu bảng (1994, 2010) | 15            |
| C3             | Bờ Biển Ngà | Thắng CAF Vòng 3        | 16 tháng 11 năm 2013 | 3         | 2010            | Vòng đấu bảng (2006, 2010) | 17            |
| C4             | Nhật Bản    | Thắng AFC Vòng 4 Bảng B | 4 tháng 6 năm 2013   | 5         | 2010            | Vòng 1/8 (2002, 2010)      | 44            |

### Những lần chạm trán trước đây giữa các đội trong các mùa World Cup
- Colombia v Hy Lạp: chưa[1]
- Bờ Biển Ngà v Nhật Bản: chưa[2]
- Colombia v Bờ Biển Ngà: chưa[3]
- Nhật Bản v Hy Lạp: chưa[4]
- Nhật Bản v Colombia: chưa[5]
- Hy Lạp v Bờ Biển Ngà: chưa[6]

## Thứ hạng
| Legend                                              |
| --------------------------------------------------- |
| Đội nhất và nhì bảng sẽ vào vòng đấu loại trực tiếp |

| Đội         | Tr | T | H | B | BT | BB | HS | Đ |
| ----------- | -- | - | - | - | -- | -- | -- | - |
| Colombia    | 3  | 3 | 0 | 0 | 9  | 2  | +7 | 9 |
| Hy Lạp      | 3  | 1 | 1 | 1 | 2  | 4  | −2 | 4 |
| Bờ Biển Ngà | 3  | 1 | 0 | 2 | 4  | 5  | −1 | 3 |
| Nhật Bản    | 3  | 0 | 1 | 2 | 2  | 6  | −4 | 1 |

## Các trận đấu bảng C

### Colombia v Hy Lạp
| Colombia                                    | 3–0      | Hy Lạp |
| ------------------------------------------- | -------- | ------ |
| Armero 5' · Gutiérrez 58' · Rodríguez 90+3' | Chi tiết |        |

| Colombia | Hy Lạp |

| GK                      | 1  | David Ospina       |     |     |
| RB                      | 18 | Juan Camilo Zúñiga |     |     |
| CB                      | 2  | Cristián Zapata    |     |     |
| CB                      | 3  | Mario Yepes (c)    |     |     |
| LB                      | 7  | Pablo Armero       |     | 74' |
| CM                      | 6  | Carlos Sánchez     | 26' |     |
| CM                      | 8  | Abel Aguilar       |     | 69' |
| RW                      | 11 | Juan Cuadrado      |     |     |
| AM                      | 10 | James Rodríguez    |     |     |
| LW                      | 14 | Víctor Ibarbo      |     |     |
| CF                      | 9  | Teófilo Gutiérrez  |     | 76' |
| Vào thay người:         |    |                    |     |     |
| MF                      | 15 | Alexander Mejía    |     | 69' |
| DF                      | 4  | Santiago Arias     |     | 74' |
| FW                      | 21 | Jackson Martínez   |     | 76' |
| Huấn luyện viên trưởng: |    |                    |     |     |
| José Pékerman           |    |                    |     |     |

| GK                      | 1  | Orestis Karnezis          |     |     |
| RB                      | 15 | Vasilis Torosidis         |     |     |
| CB                      | 4  | Kostas Manolas            |     |     |
| CB                      | 19 | Sokratis Papastathopoulos | 52' |     |
| LB                      | 20 | José Holebas              |     |     |
| RM                      | 14 | Dimitris Salpingidis      | 55' | 57' |
| CM                      | 2  | Giannis Maniatis          |     |     |
| CM                      | 21 | Kostas Katsouranis (c)    |     |     |
| LM                      | 8  | Panagiotis Kone           |     | 78' |
| CF                      | 7  | Georgios Samaras          |     |     |
| CF                      | 17 | Theofanis Gekas           |     | 64' |
| Vào thay người:         |    |                           |     |     |
| MF                      | 18 | Ioannis Fetfatzidis       |     | 57' |
| FW                      | 9  | Konstantinos Mitroglou    |     | 64' |
| MF                      | 10 | Giorgos Karagounis        |     | 78' |
| Huấn luyện viên trưởng: |    |                           |     |     |
| Fernando Santos         |    |                           |     |     |

| Cầu thủ xuất sắc nhất trận: James Rodríguez (Colombia) Trợ lý trọng tài: Mark Hurd (Hoa Kỳ) Joe Fletcher (Canada) Trọng tài bàn: Alireza Faghani (Iran) Trọng tài dự bị: Hassan Kamranifar (Iran) |

### Bờ Biển Ngà v Nhật Bản
| Bờ Biển Ngà             | 2–1      | Nhật Bản  |
| ----------------------- | -------- | --------- |
| Bony 64' · Gervinho 66' | Chi tiết | Honda 16' |

| Bờ Biển Ngà | Nhật Bản |

| GK                      | 1  | Boubacar Barry  |     |     |
| RB                      | 17 | Serge Aurier    |     |     |
| CB                      | 5  | Didier Zokora   | 58' |     |
| CB                      | 22 | Sol Bamba       | 54' |     |
| LB                      | 3  | Arthur Boka     |     | 75' |
| CM                      | 9  | Cheick Tioté    |     |     |
| CM                      | 20 | Serey Die       |     | 62' |
| AM                      | 19 | Yaya Touré (c)  |     |     |
| RF                      | 8  | Salomon Kalou   |     |     |
| CF                      | 12 | Wilfried Bony   |     | 78' |
| LF                      | 10 | Gervinho        |     |     |
| Vào thay người:         |    |                 |     |     |
| FW                      | 11 | Didier Drogba   |     | 62' |
| DF                      | 18 | Constant Djakpa |     | 75' |
| FW                      | 13 | Didier Ya Konan |     | 78' |
| Huấn luyện viên trưởng: |    |                 |     |     |
| Sabri Lamouchi          |    |                 |     |     |

|                         |    |                   |     |     |
|                         |    |                   |     |     |
| GK                      | 1  | Kawashima Eiji    |     |     |
| RB                      | 2  | Uchida Atsuto     |     |     |
| CB                      | 22 | Yoshida Maya      | 23' |     |
| CB                      | 6  | Morishige Masato  | 64' |     |
| LB                      | 5  | Nagatomo Yuto     |     |     |
| DM                      | 16 | Yamaguchi Hotaru  |     |     |
| DM                      | 17 | Hasebe Makoto (c) |     | 54' |
| RW                      | 9  | Okazaki Shinji    |     |     |
| AM                      | 4  | Honda Keisuke     |     |     |
| LW                      | 10 | Kagawa Shinji     |     | 86' |
| CF                      | 18 | Osako Yuya        |     | 67' |
| Vào thay người:         |    |                   |     |     |
| MF                      | 7  | Endō Yasuhito     |     | 54' |
| FW                      | 13 | Ōkubo Yoshito     |     | 67' |
| MF                      | 11 | Kakitani Yoichiro |     | 86' |
| Huấn luyện viên trưởng: |    |                   |     |     |
| Alberto Zaccheroni      |    |                   |     |     |

| Cầu thủ xuất sắc nhất trận: Yaya Touré (Bờ Biển Ngà) Trợ lý trọng tài: Carlos Astroza (Chile) Sergio Román (Chile) Trọng tài bàn: Néant Alioum (Cameroon) Trọng tài dự bị: Djibril Camara (Sénégal) |

### Colombia v Bờ Biển Ngà
| Colombia                     | 2–1      | Bờ Biển Ngà  |
| ---------------------------- | -------- | ------------ |
| Rodríguez 64' · Quintero 70' | Chi tiết | Gervinho 73' |

| Colombia | Bờ Biển Ngà |

| GK                      | 1  | David Ospina       |  |     |
| RB                      | 18 | Juan Camilo Zúñiga |  |     |
| CB                      | 2  | Cristián Zapata    |  |     |
| CB                      | 3  | Mario Yepes (c)    |  |     |
| LB                      | 7  | Pablo Armero       |  | 72' |
| CM                      | 8  | Abel Aguilar       |  | 79' |
| CM                      | 6  | Carlos Sánchez     |  |     |
| RW                      | 11 | Juan Cuadrado      |  |     |
| AM                      | 10 | James Rodríguez    |  |     |
| LW                      | 14 | Víctor Ibarbo      |  | 53' |
| CF                      | 9  | Teófilo Gutiérrez  |  |     |
| Vào thay người:         |    |                    |  |     |
| MF                      | 20 | Juan Quintero      |  | 53' |
| DF                      | 4  | Santiago Arias     |  | 72' |
| MF                      | 15 | Alexander Mejía    |  | 79' |
| Huấn luyện viên trưởng: |    |                    |  |     |
| José Pékerman           |    |                    |  |     |

| GK                      | 1  | Boubacar Barry |     |     |
| RB                      | 17 | Serge Aurier   |     |     |
| CB                      | 5  | Didier Zokora  | 55' |     |
| CB                      | 22 | Sol Bamba      |     |     |
| LB                      | 3  | Arthur Boka    |     |     |
| CM                      | 20 | Serey Die      |     | 73' |
| CM                      | 9  | Cheick Tioté   | 90' |     |
| RW                      | 10 | Gervinho       |     |     |
| AM                      | 19 | Yaya Touré (c) |     |     |
| LW                      | 15 | Max Gradel     |     | 67' |
| CF                      | 12 | Wilfried Bony  |     | 60' |
| Vào thay người:         |    |                |     |     |
| FW                      | 11 | Didier Drogba  |     | 60' |
| FW                      | 8  | Salomon Kalou  |     | 67' |
| MF                      | 6  | Mathis Bolly   |     | 73' |
| Huấn luyện viên trưởng: |    |                |     |     |
| Sabri Lamouchi          |    |                |     |     |

| Cầu thủ xuất sắc nhất trận: James Rodríguez (Colombia) Trợ lý trọng tài: Michael Mullarkey (Anh) Darren Cann (Anh) Trọng tài bàn: Víctor Hugo Carrillo (Peru) Trọng tài dự bị: Rodney Aquino (Peru) |

### Nhật Bản v Hy Lạp
| Nhật Bản | 0–0      | Hy Lạp |
| -------- | -------- | ------ |
|          | Chi tiết |        |

| Nhật Bản | Hy Lạp |

| GK                      | 1  | Kawashima Eiji    |     |     |
| RB                      | 2  | Uchida Atsuto     |     |     |
| CB                      | 22 | Yoshida Maya      |     |     |
| CB                      | 15 | Konno Yasuyuki    |     |     |
| LB                      | 5  | Nagatomo Yuto     |     |     |
| CM                      | 16 | Yamaguchi Hotaru  |     |     |
| CM                      | 17 | Hasebe Makoto (c) | 12' | 46' |
| RW                      | 9  | Okazaki Shinji    |     |     |
| AM                      | 4  | Honda Keisuke     |     |     |
| LW                      | 13 | Ōkubo Yoshito     |     |     |
| CF                      | 18 | Osako Yuya        |     | 57' |
| Vào thay người:         |    |                   |     |     |
| MF                      | 7  | Endō Yasuhito     |     | 46' |
| MF                      | 10 | Kagawa Shinji     |     | 57' |
|                         |    |                   |     |     |
| Huấn luyện viên trưởng: |    |                   |     |     |
| Alberto Zaccheroni      |    |                   |     |     |

| GK                      | 1  | Orestis Karnezis          |         |     |
| RB                      | 15 | Vasilis Torosidis         | 89'     |     |
| CB                      | 4  | Kostas Manolas            |         |     |
| CB                      | 19 | Sokratis Papastathopoulos |         |     |
| LB                      | 20 | José Holebas              |         |     |
| DM                      | 21 | Kostas Katsouranis (c)    | 27' 38' |     |
| CM                      | 2  | Giannis Maniatis          |         |     |
| CM                      | 8  | Panagiotis Kone           |         | 81' |
| RW                      | 18 | Giannis Fetfatzidis       |         | 41' |
| LW                      | 7  | Georgios Samaras          | 55'     |     |
| CF                      | 9  | Kostas Mitroglou          |         | 35' |
| Vào thay người:         |    |                           |         |     |
| FW                      | 17 | Theofanis Gekas           |         | 35' |
| MF                      | 10 | Giorgos Karagounis        |         | 41' |
| FW                      | 14 | Dimitris Salpingidis      |         | 81' |
| Huấn luyện viên trưởng: |    |                           |         |     |
| Fernando Santos         |    |                           |         |     |

| Man of the Match: Honda Keisuke (Nhật Bản) Trợ lý trọng tài: William Torres (El Salvador) Juan Zumba (El Salvador) Trọng tài bàn: Norbert Hauata (Tahiti) Trọng tài dự bị: Aden Marwa (Kenya) |

### Nhật Bản v Colombia
| Nhật Bản      | 1–4      | Colombia                                                 |
| ------------- | -------- | -------------------------------------------------------- |
| Okazaki 45+1' | Chi tiết | Cuadrado 17' (ph.đ.) · Martínez 55', 82' · Rodríguez 90' |

| Nhật Bản | Colombia |

| GK                      | 1  | Kawashima Eiji    |     |     |
| RB                      | 2  | Uchida Atsuto     |     |     |
| CB                      | 22 | Yoshida Maya      |     |     |
| CB                      | 15 | Konno Yasuyuki    | 16' |     |
| LB                      | 5  | Nagatomo Yuto     |     |     |
| CM                      | 14 | Aoyama Toshihiro  |     | 62' |
| CM                      | 17 | Hasebe Makoto (c) |     |     |
| RW                      | 9  | Okazaki Shinji    |     | 69' |
| AM                      | 4  | Honda Keisuke     |     |     |
| LW                      | 10 | Kagawa Shinji     |     | 85' |
| CF                      | 13 | Ōkubo Yoshito     |     |     |
| Vào thay người:         |    |                   |     |     |
| MF                      | 16 | Yamaguchi Hotaru  |     | 62' |
| FW                      | 11 | Kakitani Yoichiro |     | 69' |
| MF                      | 8  | Kiyotake Hiroshi  |     | 85' |
| Huấn luyện viên trưởng: |    |                   |     |     |
| Alberto Zaccheroni      |    |                   |     |     |

| GK                      | 1  | David Ospina (c) |     | 85' |
| RB                      | 4  | Santiago Arias   |     |     |
| CB                      | 23 | Carlos Valdés    |     |     |
| CB                      | 16 | Éder Balanta     |     |     |
| LB                      | 7  | Pablo Armero     |     |     |
| DM                      | 15 | Alexander Mejía  |     |     |
| DM                      | 13 | Fredy Guarín     | 63' |     |
| RM                      | 11 | Juan Cuadrado    |     | 46' |
| LM                      | 20 | Juan Quintero    |     | 46' |
| SS                      | 19 | Adrián Ramos     |     |     |
| CF                      | 21 | Jackson Martínez |     |     |
| Vào thay người:         |    |                  |     |     |
| MF                      | 5  | Carlos Carbonero |     | 46' |
| MF                      | 10 | James Rodríguez  |     | 46' |
| GK                      | 22 | Faryd Mondragón  |     | 85' |
| Huấn luyện viên trưởng: |    |                  |     |     |
| José Pékerman           |    |                  |     |     |

| Cầu thủ xuất sắc nhất trận: Jackson Martínez (Colombia) Trợ lý trọng tài: Bertino Cunha (Bồ Đào Nha) Tiago Trigo (Bồ Đào Nha) Trọng tài bàn: Roberto Moreno (Panama) Trọng tài dự bị: Eric Boria (Hoa Kỳ) |

### Hy Lạp v Bờ Biển Ngà
| Hy Lạp                              | 2–1      | Bờ Biển Ngà |
| ----------------------------------- | -------- | ----------- |
| Samaris 42' · Samaras 90+3' (ph.đ.) | Chi tiết | Bony 74'    |

| Hy Lạp | Bờ Biển Ngà |

| GK                      | 1  | Orestis Karnezis           |  | 24' |
| RB                      | 15 | Vasilis Torosidis          |  |     |
| CB                      | 4  | Kostas Manolas             |  |     |
| CB                      | 19 | Sokratis Papastathopoulos  |  |     |
| LB                      | 20 | José Holebas               |  |     |
| DM                      | 10 | Giorgos Karagounis (c)     |  | 78' |
| CM                      | 2  | Giannis Maniatis           |  |     |
| CM                      | 16 | Lazaros Christodoulopoulos |  |     |
| RW                      | 8  | Panagiotis Kone            |  | 12' |
| LW                      | 7  | Georgios Samaras           |  |     |
| CF                      | 14 | Dimitris Salpingidis       |  |     |
| Vào thay người:         |    |                            |  |     |
| MF                      | 22 | Andreas Samaris            |  | 12' |
| GK                      | 12 | Panagiotis Glykos          |  | 24' |
| FW                      | 17 | Theofanis Gekas            |  | 78' |
| Huấn luyện viên trưởng: |    |                            |  |     |
| Fernando Santos         |    |                            |  |     |

| GK                      | 1  | Boubacar Barry    |     |     |
| RB                      | 17 | Serge Aurier      |     |     |
| CB                      | 4  | Kolo Touré        |     |     |
| CB                      | 22 | Sol Bamba         |     |     |
| LB                      | 3  | Arthur Boka       |     |     |
| CM                      | 9  | Cheick Tioté      |     | 61' |
| CM                      | 20 | Serey Die         | 70' |     |
| RW                      | 8  | Salomon Kalou     | 62' |     |
| AM                      | 19 | Yaya Touré        |     |     |
| LW                      | 10 | Gervinho          |     | 83' |
| CF                      | 11 | Didier Drogba (c) | 37' | 78' |
| Vào thay người:         |    |                   |     |     |
| FW                      | 12 | Wilfried Bony     |     | 61' |
| MF                      | 14 | Ismaël Diomandé   |     | 78' |
| FW                      | 21 | Giovanni Sio      |     | 83' |
| Huấn luyện viên trưởng: |    |                   |     |     |
| Sabri Lamouchi          |    |                   |     |     |

| Huấn luyện viên trưởng: Georgios Samaras (Hy Lạp) Trợ lý trọng tài: Christian Lescano (Ecuador) Byron Romero (Ecuador) Trọng tài bàn: Sandro Ricci (Brasil) Trọng tài dự bị: Emerson de Carvalho (Brasil) |